# Рік Змії (монета)
«Рік Змії́» — пам'ятна монета номіналом 5 гривень, випущена Національним банком України, присвячена одній із дванадцяти тварин східного календаря. Змія — шостий знак китайського зодіаку, який символізує гнучкість, інтуїцію та спокій. Вона уособлює глибокі знання, розсудливість, здатність до адаптації та виживання в будь-яких умовах.
Монету введено в обіг 5 листопада 2024 року. Вона належить до серії «Східний календар».

## Опис монети та характеристики
| Номінал грн. | Метал      | Маса, г | Діаметр, мм | Якість виготовлення       | Гурт     | Тираж, штук |
| ------------ | ---------- | ------- | ----------- | ------------------------- | -------- | ----------- |
| 5            | нейзильбер | 16,54   | 35,0        | спеціальний анциркулейтед | рифлений | 80 000      |

### Аверс

Рік Змії

На аверсі монети розміщено: угорі — малий Державний Герб України, праворуч від якого напис півколом «УКРАЇНА»; на дзеркальному тлі по колу зображені 12 символів східного календаря, у центрі кола — стилізований годинник зі стрілкою, що вказує на змію — символ року, над стрілкою — «2025»; унизу ліворуч напис півколом «5 ГРИВЕНЬ»; на матовому тлі зображені стилізовані під українську витинанку символи кожної пори року: сніжинка (угорі), квітка (праворуч), ягода (унизу), листок (ліворуч); логотип Банкнотно-монетного двору Національного банку України (праворуч над символом тигра).

### Реверс
На реверсі монети в центрі композиції зображено символ східного календаря 2025 року — загадкову змію, що додатково означає небезпеку для ворога. Образ закомпонований у шестикутник, що виражає динаміку та внутрішню силу, а в поєднанні з агресивним зображенням голови — ворожість та непередбачуваність для нападника. Хвіст змії химерно закручений та нагадує шаблю, що символізує готовність до боротьби. По колу змію оточують стилізовані символи, притаманні кожній порі року: сніжинки (угорі праворуч), квітки (унизу праворуч), плоди (унизу ліворуч), гілки (угорі ліворуч).

Весь тираж 80000 монет було випущено у сувенірних упаковках
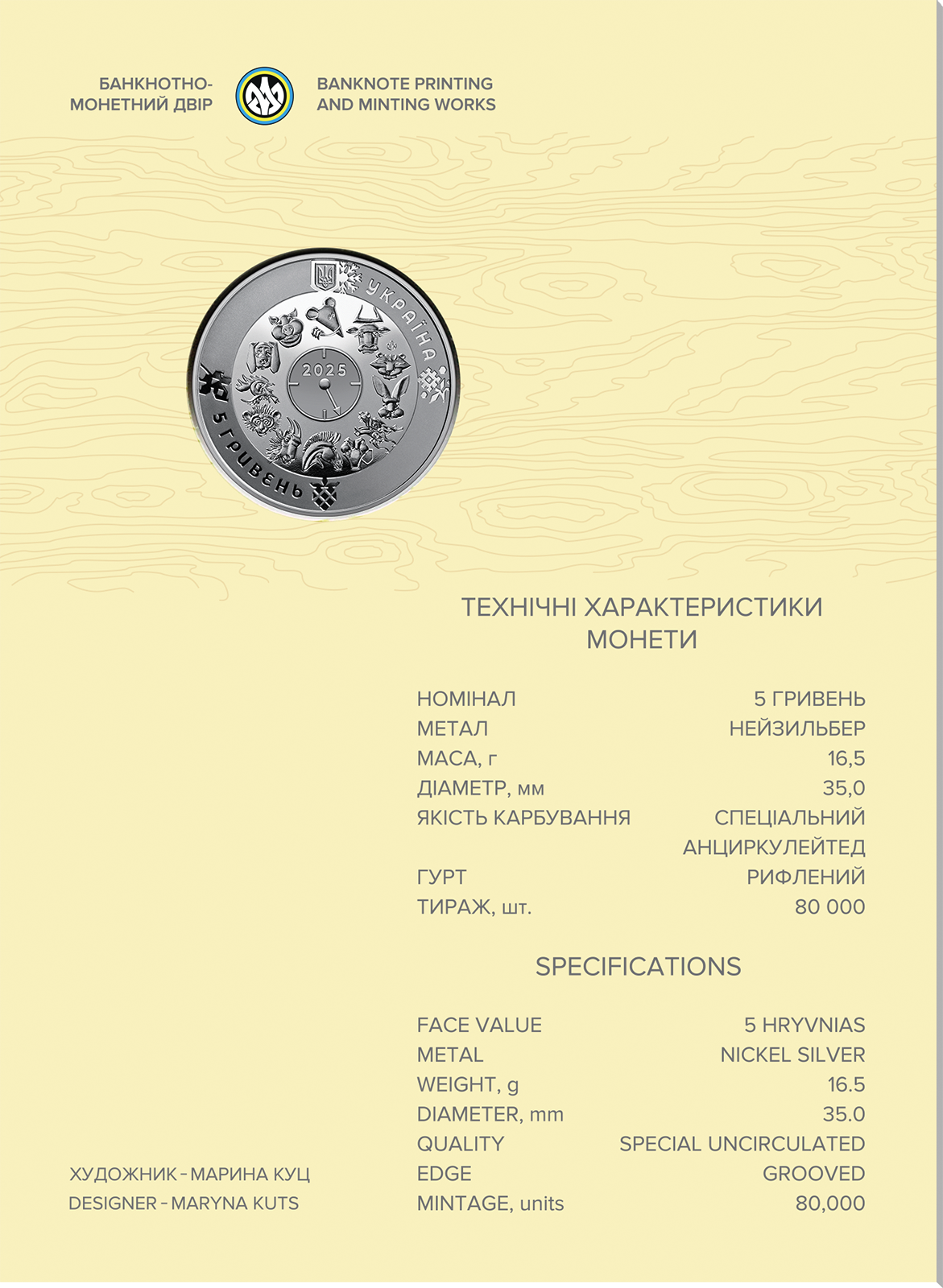
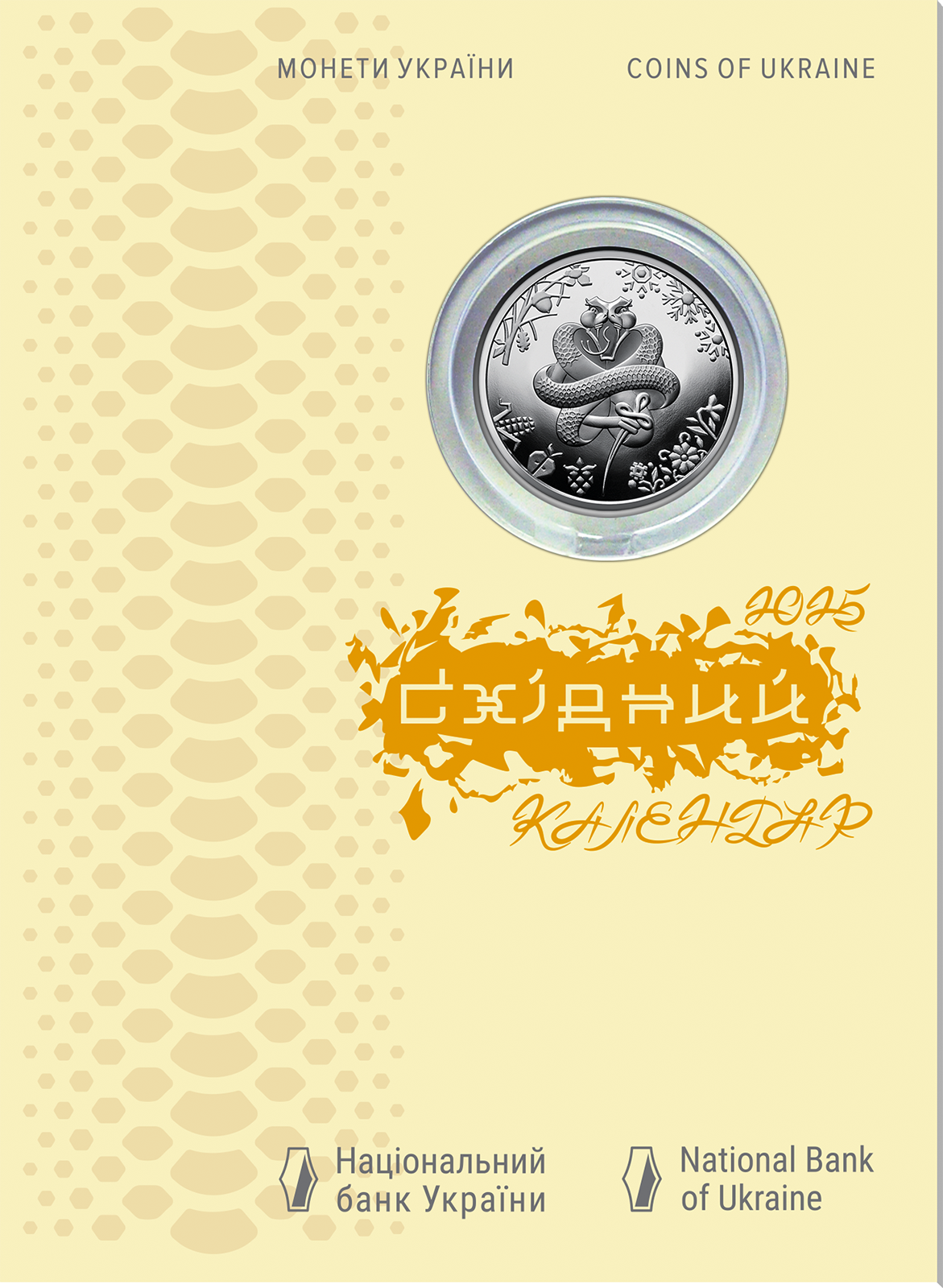

## Автори
- Художник — Куц Марина.
- Скульптор — Демяненко Анатолій.

## Вартість монети
Під час введення монети в обіг 2024 року, Національний банк України реалізовував монету за ціною 161 гривня.
Фактична приблизна вартість монети, з роками змінювалася так:
| Рік        | 2025 | 2026 | 2027 |
| ---------- | ---- | ---- | ---- |
| Ціна, грн. | 280  |      |      |